# Bovichtus variegatus
Bovichtus variegatus, el peix espinós, és una espècie de peix marí amb aletes de ratlla pertanyent a la família Bovichtidae, peixos de gel temperats que expressen proteïnes de xoc tèrmic (Hsp) en resposta a l'estrès tèrmic. És endèmic de Nova Zelanda.

## Taxonomia
Bovichtus variegatus va ser descrit formalment per primera vegada el 1846 pel cirurgià naval escocès, naturalista i explorador de l'Àrtida Sir John Richardson amb el tipus nomenclatural donada com Port Jackson a Nova Gal·les del Sud,probablement erròniament perquè aquesta espècie no ha estat registrada a Austràlia des de llavors. El nom específic variegatus significa "variable" i se li va donar per emfatitzar com les marques d'aquest peix difereixen de les de B. diacanthus, membre de la matexa família.

## Descripció

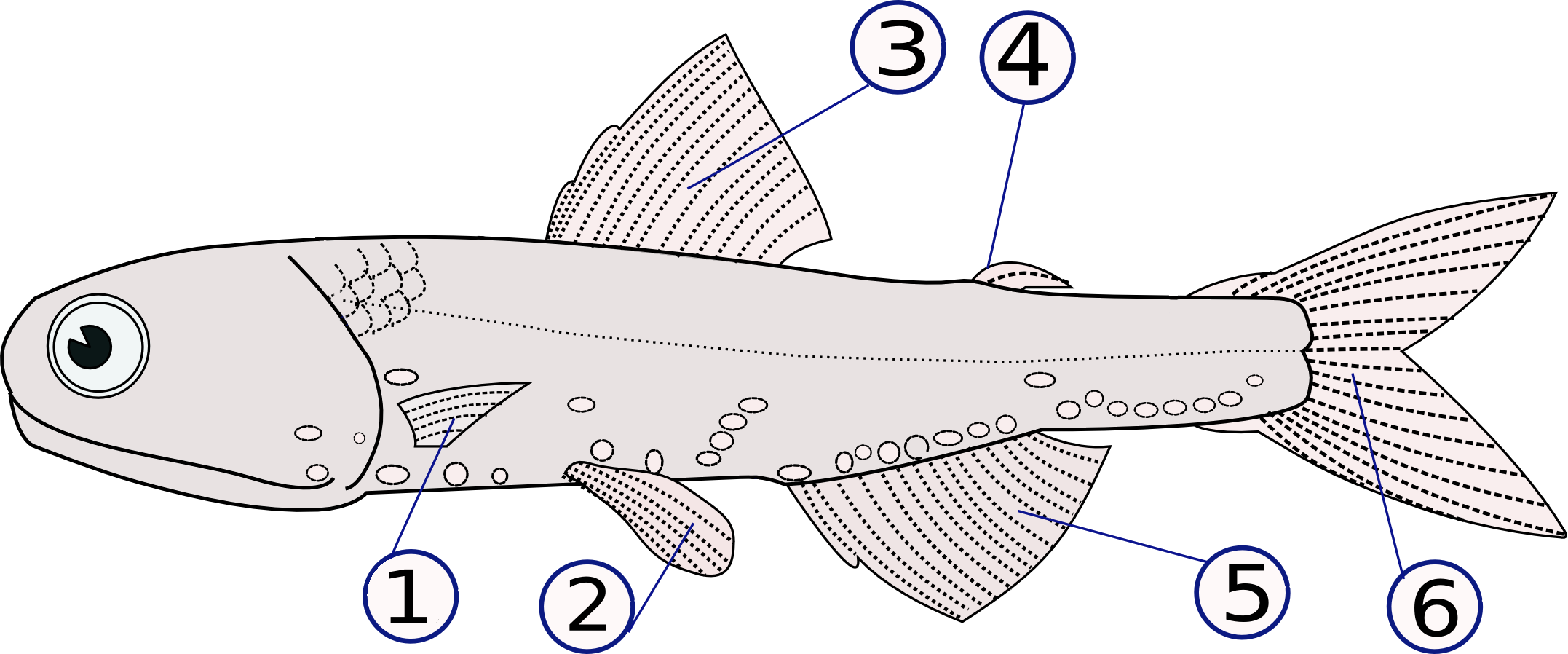
Aletes: (1) Aleta pectoral, (2) aleta pelviana, (3) aleta dorsal, (4) aleta adiposa, (5) aleta anal, (6) aleta caudal.

Bovichtus variegatus té un cos que manca completament d'escates amb un cap ample i aplanat. Tenen ulls grans i cap amunt i una boca ampla. Tenen una espina robusta cap amunt i cap enrere apuntant a cada cobertura de la brànquia a la part posterior dels ulls. Hi ha una aleta dorsal doble, la primera és curta i espinosa, el nombre d'espines és entre 7 i 9, encara que 8 és el recompte més freqüent, mentre que la segona aleta dorsal conté 18-20 raigs suaus. L'aleta anal conté 13-15 rajos tous. Els rajos de les aletes pelvianes, pectorals i anals són robustos i els peixos les utilitzen com a accessoris quan descansen sobre un substrat. Aquesta espècie creix de 15 a 25 cm de longitud.
El color de les aletes i el cos és variable i poden estar emmotllats amb pegats vermells, verds, taronja, rosats i blancs sobre un color de fons que varia de marró oliva a vermell platejat. Aquests colors li donen la capacitat de camuflar-se molt bé en el seu hàbitat, fet que li resulta molt avantatjós.

## Distribució i hàbitat
És endèmic de Nova Zelanda, on es troba des de les costes del sud de l'illa del Nord amb els seus límits septentrionals a Nova Plymouth, a la costa oest i la badia de Tokomaru, a la costa est; al sud de les Illes Auckland. Els espinosos són comuns en piscines de marea i en esculls rocosos en aigües poc profundes, particularment en les parts més meridionals de la seva àrea de distribució. No s'ha registrat en profunditats majors a 9 metres.

## Alimentació
Bovichtus variegatus és una espècie depredadora que pot arribar a ser força agressiva. S'alimenta a base de:
- Crustacis
- Cucs